# Gunnar Lindquist
Gunnar Willy Ernst Lindquist, född 25 juni 1899 i Norra Åsums församling, Kristianstads län, död 1 maj 1973 i Loftahammars församling, Kalmar län, var en svensk präst.

## Biografi
Gunnar Lindquist föddes 1899 i Norra Åsums socken. Han var son till maskinarbetaren John Lindquist och Ingrid Isaksson. Lindquist studerade i Kristianstad och blev höstterminen 1921 student vid Lunds universitet. Han avlade 30 oktober 1926 filosofie kandidatexamen, 15 december 1928 teologie kandidatexamen och 14 maj 1929 praktisk teologisk prov. Lindquist prästvigdes 19 maj 1929 och var pastorsadjunkt från 1 maj 1931 till 30 september 1932 i Säby församling. Han blev 25 juli 1931 kyrkoherde i Tjällmo församling, tillträdde 1 oktober 1933. Lindquist var ledamot av Nordstjärneorden och blev 1961 kontraktsprost i Bergslags kontrakt.

### Familj
Lindquist gifte sig 8 oktober 1931 med Anna Andersson (född 1901), dotter till lantbrukaren Anders Nilsson och Sigrid Andersson. De fick tillsammans dottern Gunilla Lindquist (född 1932).